# Karl-Marx-Haus

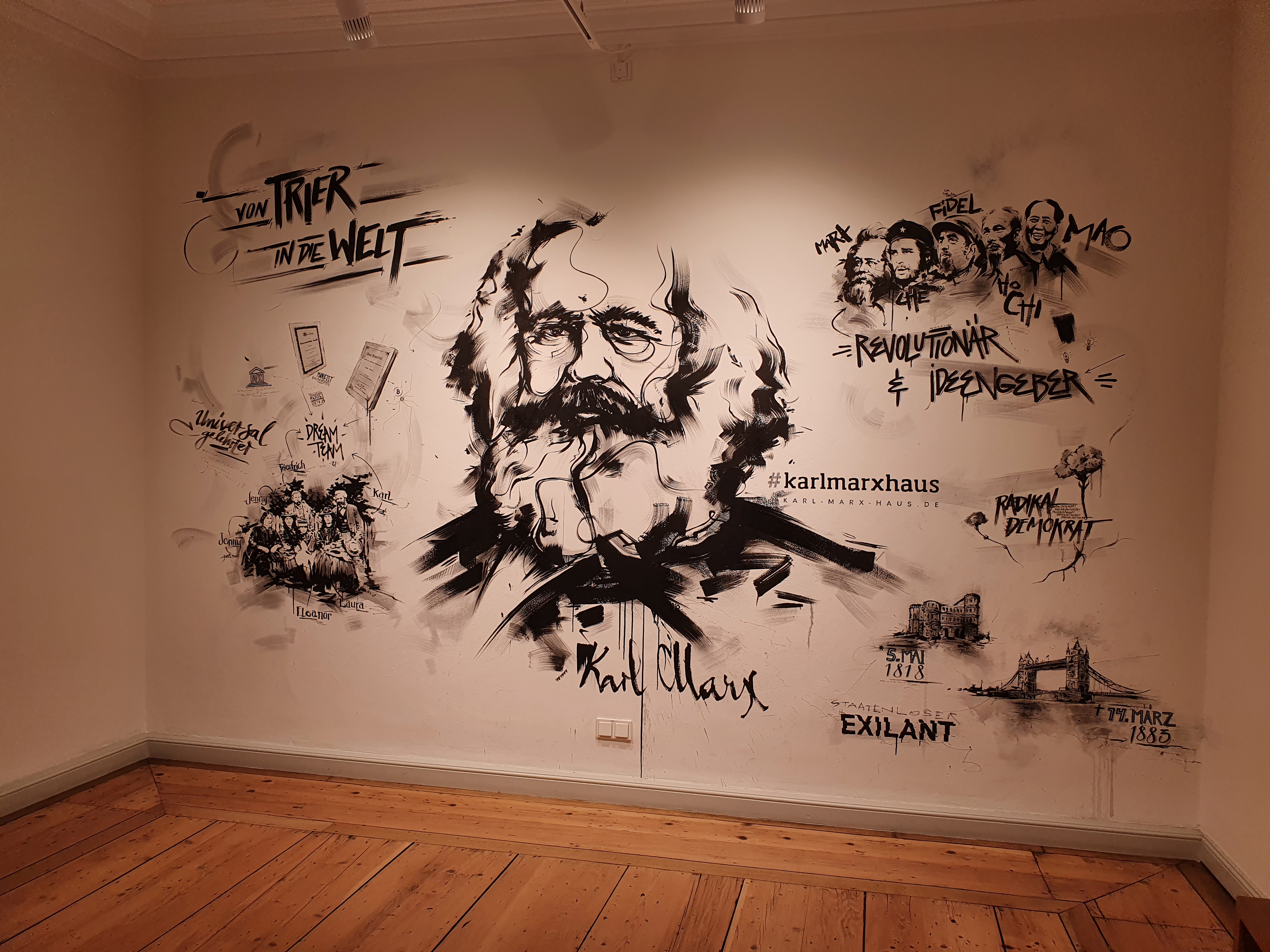
Graffiti dans la Maison de Karl Marx

La Maison de Karl Marx ou  Karl-Marx-Haus est un musée de Trèves (Rhénanie-Palatinat, Allemagne), installé dans la maison où naquit Karl Marx en 1818.

## Historique
La maison a été construite en 1727 comme un bâtiment de style XVIIIe  à deux étages. Maintenant un musée, la maison natale de Karl Marx a d'abord été oubliée jusqu'en 1918. Puis le Parti social-démocrate d'Allemagne  (SPD) s'est attaché à la rouvrir en 1928. Après la prise du pouvoir par le NSDAP en 1933, l'immeuble est confisqué et transformé en imprimerie.
Le 5 mai 1947 un musée consacré à la vie et l'œuvre de Karl Marx est ouvert.
En 1968, il est intégré à la Friedrich-Ebert-Stiftung, une fondation liée au SPD. Le 14 mars 1983, à l'occasion du centenaire de la disparition de Karl Marx, le musée rouvre après un an de travaux, agrandi sur trois niveaux.

## Collections
À l'occasion du bicentenaire de la naissance de Karl Marx, le 5 mai 2018, l'exposition a été entièrement remaniée avec un nouveau concept intitulé "De Trèves au monde. Karl Marx, ses idées et leur impact jusqu'à aujourd'hui". Elle est maintenant devenue un musée didactique.
Le rez-de-chaussée se concentre sur la biographie de Marx et sa vie en exil. À l’étage supérieur, tout tourne autour des principaux domaines de travail de Marx : la philosophie, les sciences sociales, l’économie et le journalisme. La troisième partie de l’exposition se concentre sur l’impact de ses idées jusqu’à aujourd’hui.
Outre des photographies, des grandes planches documentaires et quelques documents contemporains, le fauteuil de Marx est également exposé.